# قطعنامه ۲۸ شورای امنیت
قطعنامه ۲۸ شورای امنیت سازمان ملل متحد که در تاریخ ۰۶ اوت ۱۹۴۷ تصویب شد، سندی بین‌المللی دربارهٔ مسئلهٔ اشغال یونان توسط بریتانیا است. این قطعنامه طی نشست ۱۷۷ام با ۱۰ موافق، ۰ مخالف و ۱ ممتنع تصویب شد.